# Jordi Torres
Jordi Torres, född 27 augusti 1987 i Rubí i Katalonien, är en spansk roadracingförare som sedan 2015 tävlar i världsmästerskapet i Superbike.

## Tävlingskarriär
Torres gjorde VM-debut i Moto2 2010. Året efter körde han 10 VM-lopp, precis som 2012. Samma år, 2012, blev Torres spansk Moto2-mästare. Säsongen 2013 körde han hela VM-serien i Moto2 för Mapfre Aspar Team Moto2 på en Suter. Han tog sin första Grand Prix-seger 14 juli 2013 när han vann Tysklands Grand Prix på Sachsenring.Torres blev tia i VM 2013. Säsongen 2014 fortsatte Torres hos Aspar Team som bytt motorcykel till Kalex. Men teamet som tog fyra GP-segrar 2013 misslyckades fullständigt 2014. Torres tog ingen pallplats och blev 16:e i VM med 57 poäng, vilket dock var bättre än stallkamratens Nico Terols 2 poäng. Aspar lade ner sitt Moto2-team efter säsongen och Torres fick istället köra Superbike-VM 2015 för Aprilia. Torres kom femma i VM och blev bäste nykomling. Han tog sin första seger i säsongens sista heat, på Losailbanan. Torres körde för Althea Racing på en BMW i Superbike-VM 2016 och kom sexa i VM. 2017 kom han nia. Till 2018 bytte han till MV Agustas fabriksteam. 2018 fick han också köra Aragoniens Grand Prix i MotoGP i stället för den skadade Ducatiföraren Tito Rabat.

## Framskjutna placeringar
| Nr | Grand Prix | År   |
| -- | ---------- | ---- |
| 1  | Tyskland   | 2013 |

| Nr | Grand Prix | År   |
| -- | ---------- | ---- |
| 1  | Valencia   | 2013 |

| Nr | Grand Prix | År   |
| -- | ---------- | ---- |
| 1  | Australien | 2013 |